# هاغندن (ألبرتا)
هاغندن (بالإنجليزية: Hughenden, Alberta)‏ هي قرية تقع في كندا في ألبرتا. يقدر عدد سكانها بـ 230 نسمة ومساحتها 0.78 كم2 وترتفع عن سطح البحر 690 متر.